# Xenylla victoriana
Xenylla victoriana är en urinsektsart som beskrevs av da Gama 1979. Xenylla victoriana ingår i släktet Xenylla och familjen Hypogastruridae. Inga underarter finns listade i Catalogue of Life.